# Pocahontas II: Journey to a New World
Pocahontas II: Journey to a New World (bra: Pocahontas II: Viagem a um Novo Mundo, ou Pocahontas II: Uma Jornada para o Novo Mundo; prt: Pocahontas II: Viagem a um Mundo Novo) é um filme de animação da Disney, sendo a continuação do clássico Pocahontas, que tal como este é baseado em fatos reais. Foi realizado por Tom Ellery e Bradley Raymond, e foi lançado em 1998. Todos os personagens que já tinham estado no primeiro filme ficaram com as mesmas vozes originais, à exceção do Capitão John Smith que recebe a voz de Donal Gibson, irmão mais novo de Mel Gibson, que foi John Smith no 1 filme.

## Sinopse
Como embaixadora de Paz, Pocahontas vai a Inglaterra para reunir-se com o Rei Jaime. Como companhia (aleatória) seus parceiros Flit, Percy e Meeko vão nesta emocionante aventura escondidos no navio. Pocahontas se encanta com as novidades, conhece coisas novas e participa de eventos da alta sociedade e nobreza inglesa. A missão de Pocahontas é provar a nobreza e ao rei que seu povo é civilizados, mas Ratcliff tenta atrapalhar. A história também conta com romance: Ela deve escolher entre John Rolfe e John Smith (sua antiga "paixão").

## Personagens principais e vozes
| Personagem           | Voz original                                |
| -------------------- | ------------------------------------------- |
| Pocahontas           | Irene Bedard (diálogos) Judy Kuhn (canções) |
| John Rolfe           | Billy Zane                                  |
| John Smith           | Donal Gibson                                |
| Governador Ratcliffe | David Ogden Stiers                          |
| Chefe Powahatan      | Russel Means                                |
| Avó Willow           | Linda Hunt                                  |
| Nakoma               | Michelle St. John                           |
| Rei James            | Jim Cummings                                |
| Rainha Ana           | Finola Hughes                               |
| Sra. Jenkins         | Angelina Hantseykins                        |

## Trilha sonora
A trilha sonora de Pocahontas II: Journey to a New World foi lançada com apenas as cinco trilhas do filme.

### Canções
1. Where Do I Go From Here? – Judy Kuhn
2. What a Day in London – Judy Kuhn
3. Wait 'Till He Sees You – Jean Stapleton & Billy Zane
4. Things Are Not What They Appear - David Ogden Stiers
5. Between Two Worlds – Judy Kuhn & Billy Zane